# Старі Копки (Селтинський район)
Старі Ко́пки (рос. Старые Копки) — присілок у складі Селтинського району Удмуртії, Росія.

## Населення
Населення — 9 осіб (2010; 14 в 2002).
Національний склад станом на 2002 рік:
- росіяни — 86 %

## Урбаноніми[3]
- вулиці — Старокопкінська